# Jarmila Nygrýnová
Jarmila Nygrýnová (verheiratete Strejčková; * 15. Februar 1953 in Plzeň; † 5. Januar 1999) war eine tschechische Weitspringerin, die für die Tschechoslowakei startete.
1972 gewann sie Bronze bei den Halleneuropameisterschaften in Grenoble und wurde Zwölfte bei den Olympischen Spielen in München.
1973 gewann sie Silber bei den Halleneuropameisterschaften in Rotterdam und 1975 Gold bei der Universiade. Zwei vierten Plätzen bei den Halleneuropameisterschaften 1974 in Göteborg und 1975 in Kattowitz folgte eine weitere Silbermedaille bei den Halleneuropameisterschaften 1976 in München. Im selben Jahr wurde sie Sechste bei den Olympischen Spielen in Montreal.
1977 errang sie Gold bei den Halleneuropameisterschaften in San Sebastián und wurde jeweils Zweite beim Weltcup in Düsseldorf und bei der Universiade, 1978 verteidigte sie ihren Titel bei den Halleneuropameisterschaften in Mailand und gewann Bronze bei den Europameisterschaften in Prag.
Mit Silber gewann sie bei den Halleneuropameisterschaften 1979 in Wien zum letzten Mal eine Medaille bei einem internationalen Großereignis. 1980 wurde sie Sechste bei den Olympischen Spielen in Moskau und 1982 Elfte bei den Europameisterschaften in Athen. Bei den Weltmeisterschaften 1983 in Helsinki wurde sie Zehnte und kam mit der tschechoslowakischen Mannschaft auf den achten Platz in der 4-mal-100-Meter-Staffel.
Sechsmal wurde sie tschechoslowakische Meisterin im Weitsprung (1976–1980, 1984) und einmal über 100 Meter (1976). In der Halle holte sie zehnmal den nationalen Titel im Weitsprung (1971–1973, 1975–1980) und je einmal über 50 Meter (1972) und 60 Meter (1973).

## Persönliche Bestleistungen
- Weitsprung: 6,89 m, 19. September 1982, Prag
  - Halle: 6,63 m, 13. März 1977, Donostia-San Sebastián